# Осио (Минесота)
Осио (енгл. Osseo) град је у америчкој савезној држави Минесота.

## Демографија
По попису из 2010. године број становника је 2.430, што је 4 (-0,2%) становника мање него 2000. године.
| Група             | 2000.         | 2010.         |
| Белци             | 2.321 (95,4%) | 2.152 (88,6%) |
| Афроамериканци    | 30 (1,2%)     | 101 (4,2%)    |
| Азијати           | 26 (1,1%)     | 33 (1,4%)     |
| Хиспаноамериканци | 20 (0,8%)     | 88 (3,6%)     |
| Укупно            | 2.434         | 2.430         |